# Ecmnésie
L'ecmnésie est l’émergence de souvenirs anciens revécus comme une expérience actuelle. C’est une forme de paramnésie.
L’étiologie n’est pas certaine ; l’ecmnésie a été observée dans différents contextes : confusion mentale, maladie d'Alzheimer, épilepsie temporale ou hystérie. Dans le cas d’une origine psychologique, on suppose que l’état de stress conduirait à une libération brutale de matériel mnésique ancien. 
La vision panoramique de l’existence observée par certains mourants ou des personnes en situation de danger ou de crise pourrait se rattacher à l’ecmnésie. Néanmoins, pour expliquer « la succession de diapositives de la vie passée » décrite par certains sujets, le biologiste français Jacques Ninio propose la remise en jeu d’un mécanisme phylogénétiquement ancien de résolution de problème. Ainsi, certains oiseaux migrateurs se repèreraient en cas de désorientation d’après des souvenirs photographiques des lieux visités.